# Manhattan (cocktail)
Il Manhattan è uno dei più famosi cocktail a base di whisky, servito come aperitivo. L'inventore di questo aperitivo sarebbe un barman del Manhattan Club di New York (da cui il nome), che lo avrebbe preparato per la prima volta nel 1874.
Le proporzioni di whisky e vermut variano da dolce (1:1) a secco (4:1); secondo alcune fonti, la ricetta originaria era 2:1 e veniva utilizzato solo rye whiskey. Nel tempo si sono modificati sia la ricetta che gli ingredienti, e la versione più diffusa oggi utilizza il whisky statunitense. Le qualità più usate sono rye whiskey, whisky canadese e bourbon.
Il Manhattan è un cocktail ufficiale IBA, inserito nella lista dei sei cocktail fondamentali all'interno del libro del 1948 The Fine Art of Mixing Drinks di David A. Embury con la seguente ricetta: 5 parti di whisky americano, 2 parti di vermut e una goccia di angostura. È inoltre uno dei cinque cocktail che prendono il nome di uno dei borghi di New York.

## Storia

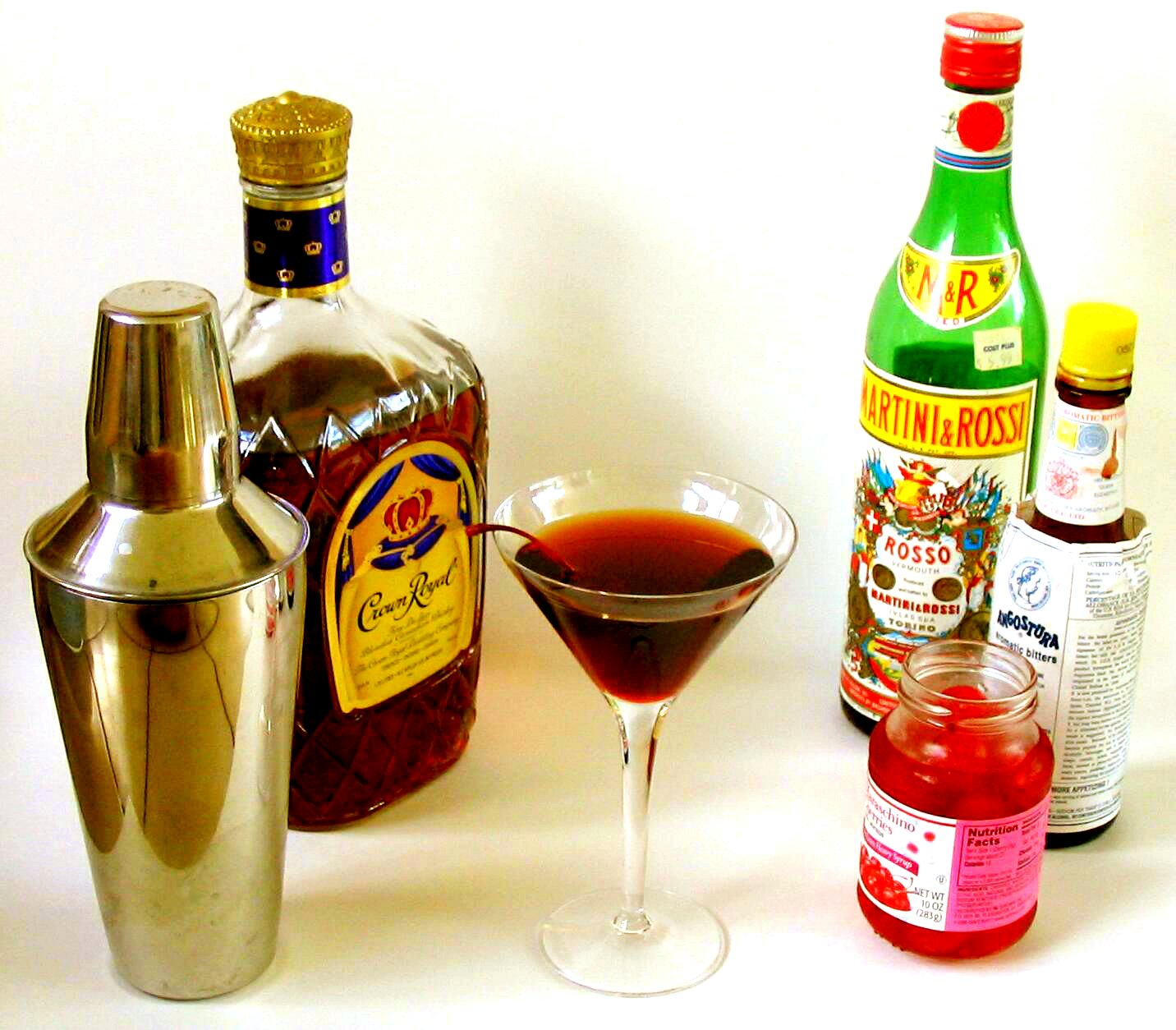
Un Manhattan classico, preparato con Canadian whisky, vermut, amaro e una ciliegia

Secondo una popolare teoria, il cocktail sarebbe stato inventato al Manhattan Club di New York nei primi anni 1870 da Iain Marshall, incaricato di preparare un banchetto organizzato da Jennie Jerome (anche nota come lady Randolph, la madre di Winston Churchill) in onore di Samuel Tilden, candidato alle elezioni presidenziali. Il successo del banchetto rese il cocktail molto popolare, spingendo in seguito altre persone a chiedere lo stesso drink riferendosi ad esso con il nome del club in cui era stato preparato la prima volta – «il cocktail del Manhattan» –. Tuttavia, lady Randolph a quel tempo si trovava in Francia ed era incinta, quindi tale storia è probabilmente inventata.
Ci sono anche menzioni precedenti di cocktail simili, indicati come "Manhattan" e serviti nell'area di Manhattan. Secondo altri, il cocktail sarebbe stato inventato da un barman di nome Black in un locale di Broadway, vicino a Houston Street.
Il cocktail di Manhattan originale era una miscela di «whisky americano, vermut italiano e angostura». Durante il proibizionismo (1920–1933) si utilizzava principalmente il Canadian whisky perché più facilmente disponibile.
Uno dei primi riferimenti al Manhattan si può trovare in The Flowing Bowl, scritto da William Schmidt e pubblicato nel 1891, in cui viene descritto un cocktail preparato con 2 gocce di gum syrup, 2 gocce di amaro, 1 goccia di assenzio, 2/3 di whisky e 1/3 di vermut.
Lo stesso cocktail appare col nome di "Tennessee Cocktai" in Shake 'em Up!, di V. Elliott e P. Stong, pubblicato nel 1930: «due parti di whisky, una parte di vermut italiano e una goccia di amaro versato sopra il ghiaccio e mescolato vigorosamente».

## Composizione

### Ingredienti
- 50 ml di rye  Whiskey
- 20 ml di vermut rosso
- 1 goccio di angostura

### Preparazione
Il Manhattan si prepara mescolando (senza agitare) gli ingredienti all'interno del mixing glass, in precedenza raffreddato riempiendo di ghiaccio il bicchiere per 2/3. L'angostura ha un sapore molto marcato e nell'ultima codifica IBA (2020) è consigliata una sola spruzzata (dash). Si serve in una coppetta da cocktail (da Martini) filtrando con lo strainer, guarnito con una ciliegina al maraschino.